# طومان بای یکم
طومان‌بای یکم (به عربی: العادل أبو النصر سيف الدين طومان باي الأشرفي یا طومان باي الأشرفي القايتبائي الملك العادل سيف الدين) (پادشاهی: ۱۵۰۱) بیست‌ودومین سلطان مملوکی برجی مصر بود.
طومان‌بای از جمله بردگان سلطان اشرف سیف‌الدین قایتبای (هفدهمین سلطان برجی) به‌شمار می‌رفت، از این‌رو او را طومان‌بای اشرفی نامیده‌اند. تبار او را ابن ایاس از چرکس‌ها دانسته و برخی نیز او را از ولایت غور در نزدیکی هرات در افغانستان امروزی دانسته‌اند.
طومان‌بای در آغاز از جامه‌داران سلطان قایتبای و در سال ۸۹۸ از خزانه‌داران فرمانروایی مملوکی بود. او هنگامی که شورشی در سرزمین شام رخ داد، به آن سرزمین لشکر کشید و پس از سرکوب شورش، در آن‌جا با لقب مؤید فرمانروا شد. او در روز شنبه ۱۸ جمادی‌الثانی ۹۰۶ با تسخیر دژی که اشرف جانبلاط (بیست‌ویکمین سلطان برجی) در آن پناه گرفته بود و با برکناری او از سلطنت ممالیک، بر تخت فرمانروایی مصر نشست. از نخستین کارهای ناپسندی که او در آغاز فرمانروایی‌اش انجام داد، دستگیری اصل‌بای (همسر اشرف قایتبای، مادر الناصر محمد بن قایتبای، همسر جانبلاط و خواهر ظاهر قانصوه اشرفی) بود. وی سرانجام پس از ۱۰۰ روز فرمانروایی (۳ ماه و ۱۰ روز) در شب عید فطر (۲۸ رمضان) سال ۹۰۶ از سوی قانصوه غوری از فرمانروایی برکنار و کشته شد.